# Raymond Morgan
Raymond Morgan (Manila, 1922. január 1. – Ontario, 1977. június 12.) kanadai nemzetközi labdarúgó-játékvezető. Angliában nevelkedett és a második világháborúban  a Royal Air Forcéban szolgált. 1947-ben Kanadába költözött.

## Pályafutása

### Nemzeti játékvezetés
1947-ben lett az I. Liga játékvezetője. A nemzeti játékvezetéstől 1968-ban vonult vissza.

### Nemzetközi játékvezetés
A Kanadai labdarúgó-szövetség Játékvezető Bizottsága (JB) terjesztette fel nemzetközi játékvezetőnek, a Nemzetközi Labdarúgó-szövetség (FIFA) 1957-től tartotta nyilván bírói keretében. A FIFA JB központi nyelvei közül a angolt beszélte. Több nemzetek közötti válogatott és klubmérkőzést vezetett, vagy működő társának partbíróként segített. Az aktív nemzetközi játékvezetéstől 1966-ban elbúcsúzott.

#### Labdarúgó-világbajnokság
A világbajnoki döntőhöz vezető úton Svédországba a VI., az 1958-as labdarúgó-világbajnokságra, Chilébe a VII., az 1962-es labdarúgó-világbajnokságra, valamint Angliába a VIII., az 1966-os labdarúgó-világbajnokságra a FIFA JB partbíróként alkalmazta. Három csoportmérkőzésen volt a működő játékvezető segítő partbírója. Első számú partbíróként, a játékvezető sérülése esetén továbbvezette volna a mérkőzést. Selejtező mérkőzéseket a CONCACAF zónájában vezetett. Partbírói mérkőzéseinek száma világbajnokságon: 3.

##### 1958-as labdarúgó-világbajnokság

###### Selejtező mérkőzés
| Időpont           | Helyszín                   | Mérkőzés típusa                                  | Mérkőzés       | Eredmény | Nézők száma |
| ----------------- | -------------------------- | ------------------------------------------------ | -------------- | -------- | ----------- |
| 1957. április 28. | Városi Stadion, Long Beach | előselejtező (1. kör-, 1. csoport-, 2. mérkőzés) | Amerika–Mexikó | 2 : 7    | 12 500      |

##### 1962-es labdarúgó-világbajnokság

###### Selejtező mérkőzés
| Időpont          | Helyszín                     | Mérkőzés típusa                            | Mérkőzés                | Játékvezető    | Eredmény |
| ---------------- | ---------------------------- | ------------------------------------------ | ----------------------- | -------------- | -------- |
| 1961. április 5. | Nemzeti Stadion, Mexikóváros | előselejtező (döntő csoport-, 1. mérkőzés) | Mexikó–Holland Antillák | Raymond Morgan | 7 : 0    |

###### Világbajnoki mérkőzés
| Időpont         | Helyszín                            | Mérkőzés típusa              | Mérkőzés           | Játékvezető                  | Eredmény | Nézők száma |
| --------------- | ----------------------------------- | ---------------------------- | ------------------ | ---------------------------- | -------- | ----------- |
| 1962. május 31. | Estadio Nacional de Chile, Santiago | csoportmérkőzés (2. csoport) | NSZK–Olaszország   | Robert Davidson              | 0 : 0    | 65 440      |
| 1962. május 30. | Estadio El Teniente, Rancagua       | csoportmérkőzés (4. csoport) | Argentína–Bulgária | Juan Gardeazabal             | 1 : 1    | 7 134       |
| 1962. június 2. | Estadio El Teniente, Rancagua       | csoportmérkőzés (4. csoport) | Anglia–Argentína   | Nyikolaj Gavrilovics Latisev | 3 : 1    | 9 794       |

##### 1966-os labdarúgó-világbajnokság

###### Selejtező mérkőzés
| Időpont           | Helyszín                    | Mérkőzés típusa                            | Mérkőzés          | Eredmény | Nézők száma |
| ----------------- | --------------------------- | ------------------------------------------ | ----------------- | -------- | ----------- |
| 1965. március 7.  | Városi Stadion, Los Angeles | előselejtező (1. csoport-, 1. mérkőzés)    | USA–Mexikó        | 2 : 2    | 18 337      |
| 1965. április 25. | Központi Stadion, San José  | előselejtező (döntő csoport-, 1. mérkőzés) | Costa Rica–Mexikó | 0 : 0    |             |

#### Olimpiai játékok
Az 1960. évi nyári olimpiai játékok labdarúgó tornáján a FIFA JB bíróként alkalmazta.

##### 1960. évi nyári olimpiai játékok
| Időpont             | Helyszín                   | Mérkőzés típusa              | Mérkőzés            | Eredmény | Nézők száma |
| ------------------- | -------------------------- | ---------------------------- | ------------------- | -------- | ----------- |
| 1960. augusztus 29. | Olimpiai Stadion, Grosseto | csoportmérkőzés (D. csoport) | Franciaország–India | 1 : 1    | 1000        |

## Sportvezetőként
Aktív pályafutását befejezve a FIFA JB CONCACAF zónájában haláláig végezte szolgálatát.

## Sikerei, díjai
- 1971-ben a nemzetközi játékvezetés hírnevének erősítése, hazájában 10 éve a legmagasabb Ligában (osztályban) folyamatosan tevékenykedő, eredményes pályafutása elismeréseként, a FIFA JB felterjesztésére az 1965-ben alapított International Referee Special Award címmel és oklevéllel tüntette ki.
- Halála után a Kanadai Labdarúgó-szövetség Játékvezető Bizottsága Raymond Morgan díjat hozott létre, amit 1981-től az Év Játékvezetője kapja meg. Az első díjazott Eddie Pearson játékvezető volt.